# Pryvillia
Pryvillia (em ucraniano:  Привілля, em russo:  Приволье) é uma cidade da Ucrânia, situada no Oblast de Lugansk. Tem 6 km² de área e sua população em 2020 foi estimada em 6.970 habitantes.